# Scytasis
Scytasis – rodzaj chrząszczy z rodziny kózkowatych i podrodziny zgrzypikowych.

## Zasięg występowania
Przedstawiciele tego rodzaju występują w Azji Południowo-Wschodniej.

## Systematyka
Do Scytasis należą 2 gatunki:
- Scytasis nitida
- Scytasis sericea